# Eugenia Belín Sarmiento
Eugenia Belín Sarmiento (San Juan, 29 de diciembre de 1860 - Buenos Aires, 2 de agosto de 1952) fue una pintora argentina. Sus obras participaron de varias muestras  internacionales, entre ellas la Primera Exposición Anual de Pintura, Dibujo y Escultura para artistas de América del Sur.

## Primeros años

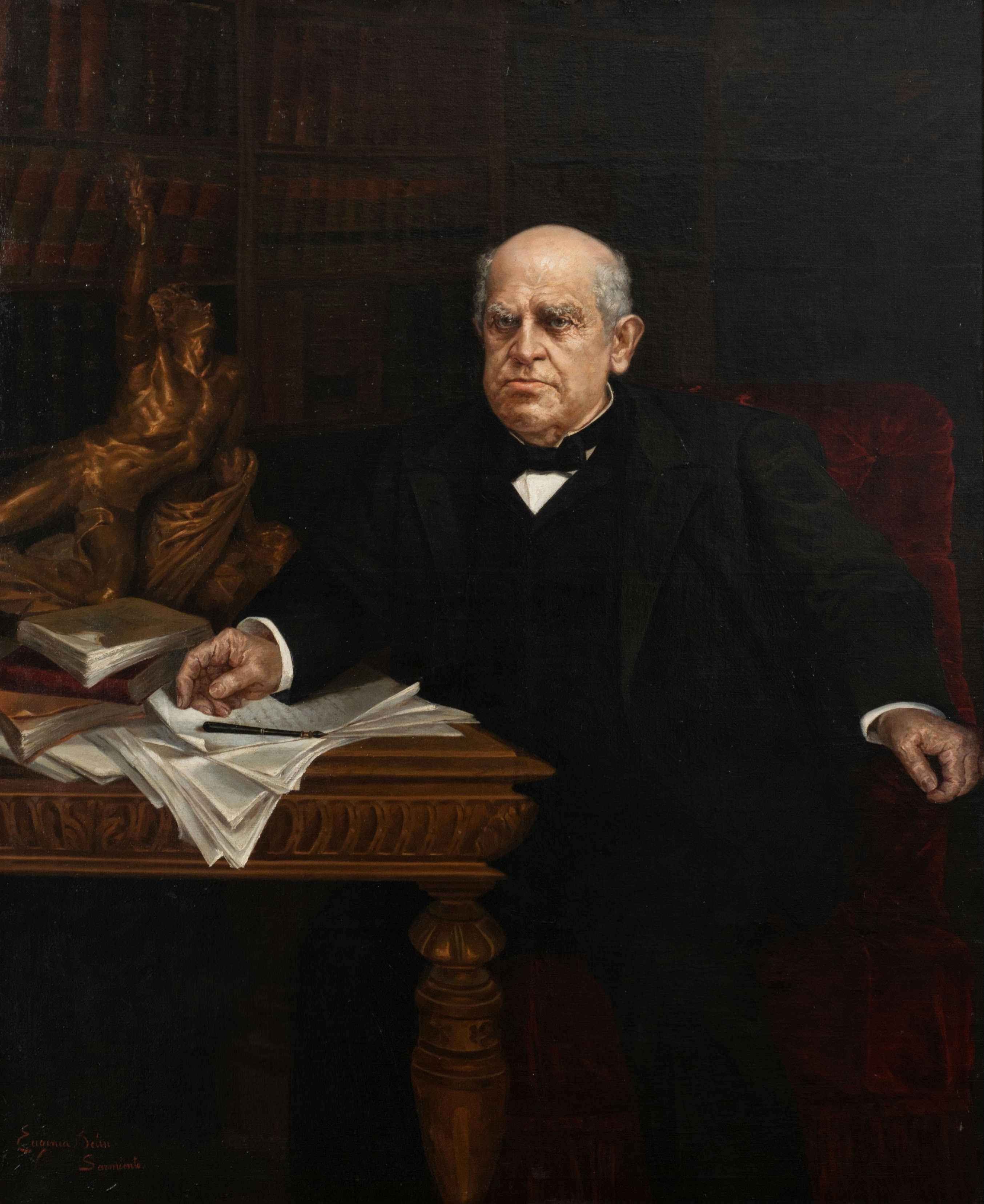
Eugenia Belín Sarmiento, Retrato de Domingo Faustino Sarmiento, exhibido en el Museo Histórico Sarmiento de Buenos Aires.

Fue hija de Faustina Sarmiento y de Eugenio Belín. Su abuelo fue Domingo Faustino Sarmiento, destacado político, escritor y educador argentino que llegó a ser presidente de su país. Su tía fue Procesa Sarmiento, también pintora, y además quién le inculcó los conocimientos en la materia.
En su infancia se formó en su casa y después asistió a la Escuela Superior de Niñas de San Juan que dirigía su madre, donde hizo los estudios secundarios.
Cuando su hermano Augusto fue designado cónsul en Amberes, ella lo acompañó y aprovechó el viaje para formarse con maestros reconocidos del momento.

## Trayectoria
Se dedicó principalmente a la realización de retratos, entre los que se encuentran el de su abuelo, que forma parte de la iconografía del personaje.
Desde 1893 enviaba sus trabajos a distintas muestras como las realizadas en el Club del Progreso y en el Segundo Salón del Ateneo. Obtuvo un premio en la exposición del Centenario de 1910.
En 1938, realizó una escultura en honor a su abuelo.
Sus obras se encuentran exhibidas en el Museo Provincial de Bellas Artes Franklin Rawson y el Museo Histórico Sarmiento de Buenos Aires.